# 木鱼坪淫羊藿
木鱼坪淫羊藿（学名：Epimedium franchetii）为小檗科淫羊藿属下的一个种。

## 扩展阅读
- 維基物種上的相關：木鱼坪淫羊藿